# Dropkick Murphys
Dropkick Murphys je ameriška glasbena skupina, iz Bostona (ameriška zvezna država Massachusetts), ki izvaja mešanico glasbenih zvrsti, kot so punk, Oi!, Hard core in irska tradicionalna glasba.

## Zgodovina
Skupina je nastala leta 1995. Prvotni člani zasedbe so bili  Mike McColgan (vokal), Ken Casey (bas kitara) in Rick Barton (kitara). Leta 1997 se je skupini pridružil še Matt Kelly. Mike je skupino zapustil kmalu po izidu prvega albuma, ker ni hotel preživeti toliko časa na turnejah. Leta 1999 mu je, po poroki, sledil še Rick Barton. McColgana je zamenjal Al Barr, Bartona pa James Lynch. Kasneje so v skupino prihajali in odhajali različni glasbeniki, ki so na tak ali drugačen način vplivali na glasbo, ki jo je skupina izvajala.

## Zasedba
- Al Barr (vokal)
- Ken Casey (bas kitara in vokal)
- James Lynch (kitara)
- Matt Kelly (bobni)
- Marc Orell (kitara)
- Scruffy Wallace (dude, mandolina)
- Tim Brennan (mandolina, piščal, akustična kitara, orgle)

## Diskografija
Albumi
- Do or Die (1998, Hell Cat/Epitaph Records)
- The Gang's All Here (1999, Hell Cat/Epitaph Records)
- Sing Loud, Sing Proud! (2001, Hell Cat/Epitaph Records)
- Blackout (2003, Hell Cat/Epitaph Records)
- The Warrior's Code (2005, Hell Cat/Epitaph Records)
- The Meanest of Times (2007, Born & Bred Records)
- Going Out in Style (2011, Born & Bred Records)
- Signed and Sealed in Blood (2013, Born & Bred Records)
- 11 Short Stories of Pain & Glory (2017, Born & Bred Records)

Ostalo
- DKM/Ducky Boys (julij 1996) split
- Fire and Brimstone (februar 1997) singel
- Tattoos & Scally Caps (februar 1997) singel
- Boys on the Docks (julij 1997) singel
- DKM/Bruisers (september 1997) split
- Anti-Heroes vs. Dropkick Murphys (november 1997) split: DKM/Anti-Heros
- Irish Stout vs. German Lager (julij 1998) split: DKM/Oxymoron
- Curse of a Fallen Soul (1998)
- The Early Years (avgust 1998)
- Unitiy (december 1999) split: DKM/Agnostic Front
- Mob Mentality (maj 2000) split: DKM/Business
- Live on a Five (2000]
- Face to Face vs. Dropkick Murphys (februar 2002) split: DKM/Face to Face
- The Singles Collection (september 2002)
- Walk Away (junij 2003) singel
- Time To Go (november 2003) singel
- Back to the Hub (december 2003)
- Fields of Athenry (februar 2004) singel
- Tessie (avgust 2004) singel
- On The Road With (2004) DVD
- The Singles Collection Vol. 2 (maj 2005)